# Claußnitz
Claußnitz település Németországban, azon belül Szászország tartományban. Lakosainak száma 2910 fő (2023. december 31.).

## Népesség
A település népességének változása:
| Lakosok száma | 3150 | 3101 | 3062 | 2973 | 2915 | 2910 |
|               | 2016 | 2017 | 2019 | 2021 | 2022 | 2023 |